# BR 155
Электровоз BR 155 (до 1992 года BR 250) — немецкий электровоз типа Co-Co, строился заводом Lokomotivbau Elektrotechnische Werke с 1974 года.

## История
В 1960-е годы Deutsche Reichsbahn использовала электровозы BR 109 и BR 142, однако их мощность не позволяла водить тяжеловесные товарные поезда, для чего использовалась двойная тяга.
Требовался новый мощный локомотив. Проект и опытный электровоз были готовы в 1974 году. При разработке его кабины машиниста были учтены требования эргономики. Кузов стальной, экипаж — с противоразгрузочными устройствами. Строить новые электровозы стал завод «Ганс Баймлер» в Хеннигсдорфе, с 1977 года начался серийный выпуск. До 1984 года в общей сложности построено и поставлено Deutsche Reichsbahn 273 единицы. Железнодорожники ГДР из-за форм назвали локомотив «Strom-Container», что в переводе означает «Электроконтейнер».

## В компьютерных играх
Электровоз BR 155 выпущен в качестве дополнения к игре Train Sim World.